# White Lodge

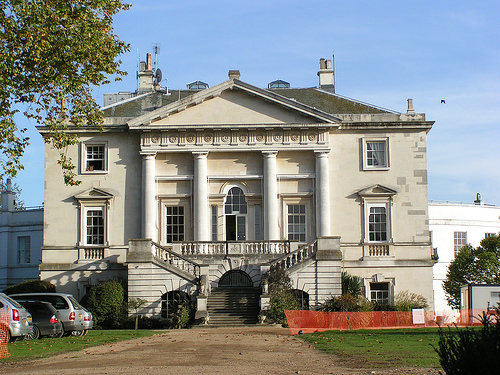
White Lodge i Richmond Park.

White Lodge är en brittisk byggnad i Richmond Park, Richmond upon Thames i sydvästra utkanten av London. Byggnaden, som kan liknas vid ett mindre palats i georgiansk stil, har tidigare varit ett kungligt residens men fungerar nu som lokal för den brittiska kungliga balettskolan Royal Ballet Lower School.

## Historia
White Lodge uppfördes 1727 som jaktslott under Georg II:s regering av arkitekten Roger Morris. Stilen är georgiansk, den typiska brittiska stilen efter den engelska högbarocken. På 1750-talet byggdes slottet ut med två bågformade flyglar och fick det utseende som finns idag.
White Lodge har omväxlande bebotts av medlemmar i kungliga familjen och några premiärministrar, bland annat kung Georg III och drottning Charlotte samt premiärminister Henry Addington. Under 1800-talet var White Lodge under en tid bostad till blivande Edvard VII då han som ung under en tid undervisades där, vidare var slottet bostad åt hertigparet av Teck och sedan en kort tid bostad åt deras dotter med gemål, det blivande kungaparet Georg V och drottning Mary. Deras son kung Edvard VIII föddes här år 1894.
På 1950-talet flyttade den kungliga balettskolan in i slottet och huserar där än idag.